# Hypermagt
Hypermagt er et begreb, der har været fremsat for at markere, at en enkelt stat politisk, økonomisk og militært skulle dominere verden. Udtrykket fremkom efter afslutningen på Den Kolde Krig, da Sovjetunionen var brudt sammen og USA stod alene tilbage som en stormagt, der indgik centralt i flere internationale militæralliancer. Den franske historiker og demograf Emmanuel Todd har dog i bogen "Efter imperiet" kraftigt kritiseret udtrykket og overbevisende godtgjort, at der ikke er grundlag for at tillægge USA en status som "hypermagt".